# WIG-paliwa
WIG-PALIWA – indeks giełdowy spółek sektora paliwowego Giełdy Papierów Wartościowych w Warszawie. Ten subindeks giełdowy indeksu WIG obliczany jest od 31 grudnia 2005 roku.